# Parma (Ohio)
Parma é uma cidade localizada no estado norte-americano do Ohio, no Condado de Cuyahoga. A cidade foi fundada em século XIX.

## Demografia
Segundo o censo norte-americano de 2000, a sua população era de 85.655 habitantes.
Em 2006, foi estimada uma população de 80.009, um decréscimo de 5646 (-6.6%).

## Geografia
De acordo com o United States Census Bureau tem uma área de 51,7 km², dos quais 51,7 km² cobertos por terra e 0,0 km² cobertos por água.

## Localidades na vizinhança
O diagrama seguinte representa as localidades num raio de 8 km ao redor de Parma.